# Swingujące 3-miasto
Swingujące 3-miasto – seria albumów muzycznych Wytwórni Muzycznej SOLITON, obejmująca najbardziej znanych trójmiejskich artystów jazzowych. Za dobór materiału odpowiada Marcin Jacobson. Serię stanowią albumy z wyselekcjonowaną polską muzyką.
Serię inauguruje płyta zespołu BASZTA - cenionego w połowie lat 70. XX wieku, działającego przy klubie Żak w Gdańsku, który mimo sporej popularności i znaczących sukcesów – Jazz nad Odrą 77 na swą pierwszą płytę musiał czekać aż 35 lat. W zespole tym pierwsze zawodowe kroki stawiali m.in.: saksofonista Jerzy Główczewski później wykładający na Wydziale Jazzu Akademii Muzycznej w Katowicach; śpiewający gitarzysta Leszek Dranicki mający na swym koncie kilka autorskich płyt, członek zespołu  Krzak, i Edward Kolczyński trębacz, kompozytor i aranżer, występujący i wykładający przeważnie w Szwajcarii i Niemczech.
- Baszta – pierwsza płyta serii (premiera: listopad 2011)
- Rama 111
- Antiquintet
- Leszek Dranicki – (With a Little Help)
- Flamingo